# Diego Benaglio
Diego Orlando Benaglio (Zúrich, 8 de septiembre de 1983) es un exfutbolista suizo que jugaba como guardameta.

## Trayectoria
Benaglio empezó su carrera como futbolista profesional en un equipo de su ciudad natal, el Grasshopper-Club Zürich. Con este equipo jugó una temporada en el primer equipo.
En 2002 se marchó a jugar a la Bundesliga con el VfB Stuttgart. No llegó a disputar partido alguno con el primer equipo, pero sí lo hizo numerosas veces en el Stuttgart II, equipo reservista que participaba en la Regionalliga Süd (en ese entonces la tercera división de Alemania).
Después de tres temporadas probó suerte en el fútbol portugués. Fichó por el Clube Desportivo Nacional. En las dos temporadas que estuvo en el equipo fue el portero titular indiscutible, ganándole el puesto a Henrique Hilário (jugó 67 partidos de liga).
En diciembre de 2007 volvió de nuevo al fútbol alemán, fichando por su el VfL Wolfsburgo.
En la temporada 2008-09, Benaglio disputó todos los partidos excepto tres y se coronaron campeones de la Bundesliga por primera vez en la historia del club. El año siguiente no fue muy bueno para él, pues disputó pocos partidos debido a una lesión.
Luego siguió siendo un titular indiscutible para el club hasta 2017.
En 2017 fichó por el A. S. Monaco F. C., donde estuvo tres años hasta la finalización de su contrato en junio de 2020. Sería su último equipo, ya que en el mes de agosto anunció su retirada.

## Selección nacional
Fue internacional con la selección de fútbol de Suiza en 61 ocasiones. 
Fue convocado para jugar la Copa Mundial de Fútbol de Alemania de 2006, aunque no llegó a disputar ningún partido (el portero titular de la selección en ese mundial fue Pascal Zuberbühler).
Jugó los dos primeros partidos de la Eurocopa de Austria y Suiza de 2008, donde su equipo obtuvo sendas derrotas ante la República Checa (0-1) y Turquía (1-2).
También fue convocado a la Copa Mundial de 2010 en Sudáfrica, en la que jugó los 3 partidos que disputó su selección concediendo solo un gol.
En julio de 2012 fue incluido en la lista de los 18 jugadores que representaron a Suiza en el Torneo de Fútbol Masculino de los Juegos Olímpicos de Londres 2012 como uno de los tres jugadores mayores de 23 años.
El 13 de mayo de 2014 el entrenador de la selección de Suiza, Ottmar Hitzfeld, incluyó a Benaglio en la lista oficial de 23 jugadores convocados para afrontar la Copa Mundial de Fútbol de 2014.

### Participaciones en Copas del Mundo
| Mundial                        | Sede      | Resultado        | Partidos | Goles |
| ------------------------------ | --------- | ---------------- | -------- | ----- |
| Copa Mundial de Fútbol de 2006 | Alemania  | Octavos de final | 0        | 0     |
| Copa Mundial de Fútbol de 2010 | Sudáfrica | Primera fase     | 3        | 1     |
| Copa Mundial de Fútbol de 2014 | Brasil    | Octavos de final | 4        | 7     |

### Participaciones en Eurocopas
| Eurocopa      | Sede            | Resultado    | Partidos | Goles |
| ------------- | --------------- | ------------ | -------- | ----- |
| Eurocopa 2008 | Austria y Suiza | Primera fase | 2        | 3     |

1. 1 2  Se refiere a goles encajados.

## Clubes
| Club               | País     | Año       |
| ------------------ | -------- | --------- |
| Grasshoppers       | Suiza    | 2001-2002 |
| VfB Stuttgart      | Alemania | 2002-2005 |
| C. D. Nacional     | Portugal | 2005-2007 |
| VfL Wolfsburgo     | Alemania | 2007-2017 |
| A. S. Monaco F. C. | Francia  | 2017-2020 |

## Palmarés

### Títulos nacionales
| Título                | Club           | País     | Año  |
| --------------------- | -------------- | -------- | ---- |
| Bundesliga            | VfL Wolfsburgo | Alemania | 2009 |
| Copa de Alemania      | VfL Wolfsburgo | Alemania | 2015 |
| Supercopa de Alemania | VfL Wolfsburgo | Alemania | 2015 |